# Luigi Occhionero
Luigi Occhionero (Ururi, 28 agosto 1940) è un politico italiano.

## Biografia
Esponente molisano del Partito Comunista Italiano. Consigliere comunale e sindaco di Ururi fino al 1990. In tale anno viene eletto consigliere regionale in Molise del PCI, rimanendo in carica fino al 1995.
Dopo la svolta della Bolognina, nel 1991 aderisce al Partito Democratico della Sinistra. Con tale partito viene eletto alla Camera dei deputati nel 1996. Nel 1998 confluisce nei Democratici di Sinistra, che rappresenta alla Camera fino al 2001. Dal 1997 al 2001 è nuovamente consigliere comunale a Ururi.